# 徹鉄
徹鉄〜鉄道のたのしみかた〜（てつてつ てつどうのたのしみかた）は、2009年12月22日25:59 - 26:54（12月23日1:59 - 2:54）に名古屋テレビ放送（メ〜テレ）で放送された深夜鉄道バラエティ番組である。

## 概要
鉄道を楽しむ人のこだわりを紹介し、新しい鉄道の楽しみ方を提案する鉄道バラエティ番組である。
内容は三つのコーナーで構成され、それぞれのタイトルを列車に例え「号」と付けられている。
- 秘境岩泉線を旅する号 - 俳優の六角精児が、東日本旅客鉄道（JR東日本）のローカル線「岩泉線」を旅する。
- 秘かな楽しみ電チラ号 - お笑い芸人の吉川正洋（ダーリンハニー）が、東京と名古屋の「電チラ」（建物と建物のすき間などから電車がチラっと見えること）スポットを紹介。
- みんなが撮ったパノラマカー号 - 2009年8月30日に旅客営業運転を終了した名古屋鉄道7000系電車「パノラマカー」の名鉄名古屋本線での走行シーンを紹介。名鉄岐阜から豊橋までが順番に構成され、映像はすべて視聴者から寄せられたものを使用した。

その他、外国人女性と高齢者女性によるドラマ映像が節々に挿入された。

## 出演者
- 六角精児
- 吉川正洋（ダーリンハニー）
- パノラマカー
- MIKA
- 森まつを

## スタッフ
- ナレーション - 齋藤寿幸
- 企画 - 山田雅樹
- 構成 - 高田泰宏
- 広報 - 岡田綾子
- HP - 林本敏也
- チーフカメラマン - 若槻秀臣
- ドラマカメラマン - 青山篤史
- 水中撮影 - 吉村朝之
- 音声 - 中瀬武
- 照明 - 佐々木英二
- 編集 - 河合孝昭
- 音効 - 北西理恵
- CG - 安藤慎也
- タイトル - 櫛谷杏菜
- パノラマカーディレクター - 恒川靖弘
- 演出 - 神道俊浩
- プロデューサー - 川本謙一
- 制作著作 - メ〜テレ

## 備考
- 2010年3月19日より、毎週金曜27:27 - 27:57に、名鉄岐阜から豊橋までのパノラマカー走行シーンを再編集した番組『徹鉄 みんなのパノラマカー』が放送されている（実質フィラー扱い）。